# Los Angeles Convention Center
Het Los Angeles Convention Center (LACC) is een conferentiecentrum en evenementenhal in Amerikaanse stad Los Angeles. Het centrum wordt beheerd door het stadsbestuur, en heeft een omvang van 67.000 vierkante meter aan tentoonstellingsruimte en 13.700 m² aan vergaderruimtes. 
Het is ontworpen in 1969 door de Amerikaanse architect Charles Luckman, die ook eerder tekende voor het iconische Theme Building van de Internationale luchthaven van Los Angeles, het Lyndon B. Johnson Space Center, de Prudential Tower in Chicago, The Forum in Inglewood en de huidige Madison Square Garden in New York. Na de opening in 1971 volgden uitbreidingen in 1981, 1993 en 1997. Het oorspronkelijk rechthoekig gebouw werd in 1997 gedeeltelijk afgebroken om plaats te maken voor het Staples Center. Aansluitend werd de Convention Center Annex gebouwd, herkenbaar aan het groene glas en de witte metalen profielen, naar plannen van de architect James Ingo Freed. Het gebouw ontving in 2008 Leadership in Energy and Environmental Design certificatie, die aangeven dat het gebouw als bestaand gebouw voldoet aan de nodige voorwaarden voor duurzaam bouwen.
Opmerkelijke evenementen in het conferentiecentrum zijn de jaarlijkse Electronic Entertainment Expo (E3), de Anime Expo, de Erotica LA-show (met de uitreiking van de Fans of Adult Media and Entertainment Awards, het galafeest van de Grammy Awards en de Greater Los Angeles Auto Show.
Ook de Windows Hardware Engineering Conference ging er meermaals door en Microsoft organiseerde TechEd, de Worldwide Partner Conference en PDC al meermaals in het LACC. In het voorstel waarin Los Angeles gaststad voor de Olympische Zomerspelen 2024 zou worden, is het Convention Center locatie voor een aantal sportcompetities.
Het conferentiecentrum ligt in het zuidwesten van Downtown in de wijk South Park, en grenst aan het Staples Center. Het ligt direct ten noorden van de Interstate 10 die op die locatie aan de zuidrand van Downtown ligt, en ten oosten van de California State Route 110 die daar de I-10 kruist.
Het figureerde in films als Demolition Man, The Net, Starship Troopers (de spaceport), Face/Off (de openingsscène), Rush Hour (de locatie van het ultieme gevecht), Gone Girl, Interstellar en computerspellen als SWAT 3: Close Quarters Battle.

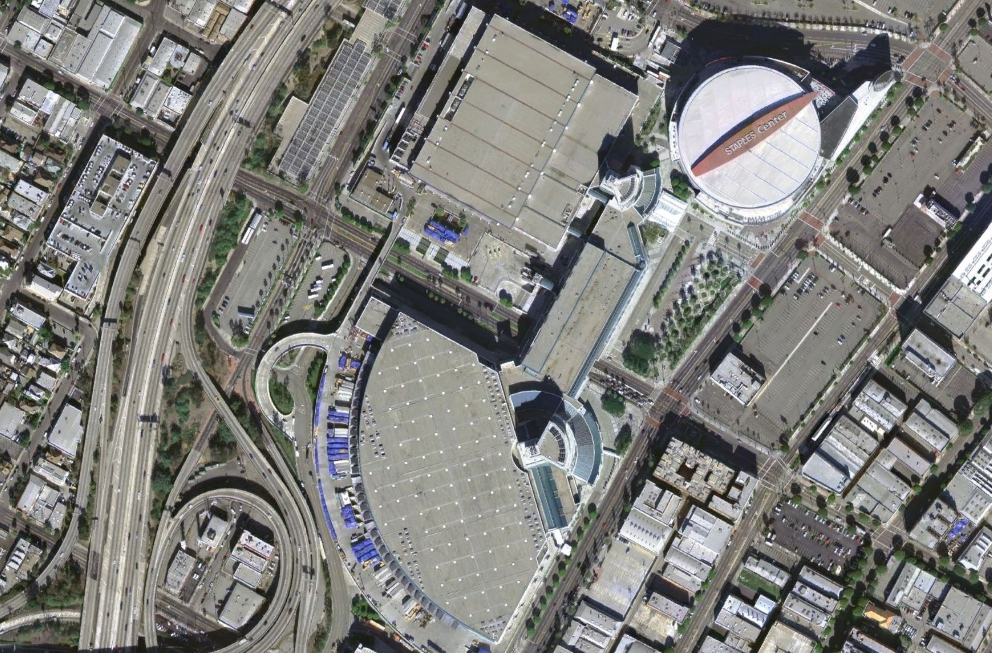
NASA Satellietbeeld van het LA Convention Center